# Cunnersdorf (Pirna)
Cunnersdorf ist ein Stadtteil von Pirna, der Kreisstadt des Landkreises Sächsische Schweiz-Osterzgebirge.
Der Stadtteil liegt im Osten der Stadt auf der Hochfläche auf der orografisch linken Elbseite. Benachbarte Stadtteile sind Sonnenstein im Westen und Süden, die Schifftorvorstadt im Nordwesten und Posta auf der gegenüberliegenden Elbseite im Norden. Das Gassendorf wurde 1352 erstmals als „Cunrisdorf“ erwähnt. Es war ein Amtsdorf und unterstand zeitweise den Ämtern Pirna, Lohmen und Hohnstein. Im Jahre 1856 war das Gerichtsamt Pirna zuständig. Auf Grundlage der Landgemeindeordnung von 1838 erlangte Cunnersdorf Selbstständigkeit als Landgemeinde. Diese war 1875 Teil der Amtshauptmannschaft Pirna. Am 1. Juli 1950 wurde sie nach Pirna eingemeindet.